# Elecciones presidenciales de Croacia de 2024-25
Las elecciones presidenciales de Croacia se realizaron el 29 de diciembre de 2024. Como ningún candidato obtuvo la mayoría de votos se procedió con la segunda vuelta el 12 de enero de 2025El actual presidente, Zoran Milanović, fue elegible para un segundo mandato, y fue reelegido con un 75% de los votos, el mejor resultado de un candidato desde la independencia en 1991.

## Contexto
Las elecciones presidenciales se celebraron en el año de las superelecciones, durante el cual los electores croatas también votaron al Parlamento croata en abril y al Parlamento Europeo en junio del mismo año.
La primera vuelta de las elecciones estaba prevista para diciembre de 2024, pero el 15 de marzo de 2024, el presidente en ejercicio, Zoran Milanović, anunció que se presentaría como candidato del Partido Socialdemócrata de Croacia para el puesto de primer ministro. Durante la rueda de prensa, afirmó que su dimisión se produciría en caso de una hipotética victoria de su alianza en las elecciones parlamentarias del 17 de abril de 2024. En ese caso, la primera ronda podría celebrarse a más tardar el 16 de junio de 2024.
El 20 de noviembre de 2024, el primer ministro Andrej Plenković anunció que las elecciones presidenciales se celebrarían el 29 de diciembre, lo que fue aprobado por el Parlamento croata el 21 de noviembre.

## Sistema electoral
El presidente de Croacia es elegido directamente mediante votación secreta para un mandato de cinco años utilizando el sistema de dos vueltas, con los presidentes limitados a dos mandatos completos. La Constitución exige que se celebren elecciones presidenciales no antes de 60 días ni más tarde de 30 días antes de la expiración del mandato del presidente en ejercicio. Se requiere una mayoría absoluta (50% + 1 voto) de todos los votos emitidos (incluidos los votos inválidos, en blanco y no emitidos) para ganar en la primera vuelta. Si ningún candidato obtiene la mayoría de los votos, se celebrará una segunda vuelta catorce días después, en la que participarán los dos candidatos que hayan obtenido el mayor número de votos en la primera vuelta. El candidato que reciba el mayor número de votos en la segunda vuelta (la mayoría de los votos válidos emitidos) es declarado ganador. Si uno de los candidatos clasificados para la segunda vuelta retirara su candidatura o falleciera, el siguiente candidato con mayor número de votos en la primera vuelta ocupará su lugar en la segunda vuelta.
Para que a un candidato potencial se le permita participar en las elecciones y que su nombre aparezca en la boleta, debe reunir al menos 10.000 firmas de votantes elegibles, y a cada firmante se le permite dar su firma a un solo candidato potencial. El plazo para recoger dicho número de firmas se fija en doce días, y una vez transcurrido este plazo, los posibles candidatos deberán presentarlas a la Comisión Electoral Estatal para su verificación.

## Candidatos

### Declarados
- Zoran Milanović, presidente de Croacia desde 2020.[9]
- Mislav Kolakušić, miembro del parlamento europeo y candidato presidencial en 2019.[10]
- Dragan Primorac, exministro de Ciencia, Educación y Deporte y candidato presidencial en 2009.[11]
- Ivana Kekin, miembro del parlamento de Crocacia.[12]
- Marija Selak Raspudić, miembro del parlamento de Croacia.[13]

### Declinados
- Oleg Butković (HDZ), actual vice primer ministro y ministro de Asuntos Marítimos, Transporte e Infraestructura[14]
- Kolinda Grabar-Kitarović (independiente), presidenta de Croacia (2015-2020)[15]
- Gordan Jandroković (HDZ), actual presidente del Parlamento croata[16]

## Campaña
Dragan Primorac hizo campaña con una plataforma prooccidental, mientras que Zoran Milanovic expresó su oposición al apoyo de la Unión Europea al esfuerzo bélico ucraniano contra Rusia. Marija Selak Raspudić hizo campaña con una plataforma que incluía problemas económicos, disminución de la población y corrupción. Ivana Kekin hizo campaña contra Primorac y la HDZ, acusándolos de corrupción en el sector de la salud.
El 7 de diciembre, un grupo de veteranos croatas de Imotski realizó una protesta pacífica en el paso fronterizo de Vinjani Donji-Gorica contra lo que afirmaron era un "bloqueo mediático del candidato Tomislav Jonjić.

## Encuestas de opinión

### Primera vuelta
| Fecha       | Encuestadora   | Milanović   | Primorac | Stier | Selak Raspudić | Kekin | Kolakušić | Jonjić | Weiss | Tókic Kartelo | Keleminec | Lozo | Bulj | Petrov | Penava | Indecisos | Ventaja |   |   |      |      |
| ----------- | -------------- | ----------- | -------- | ----- | -------------- | ----- | --------- | ------ | ----- | ------------- | --------- | ---- | ---- | ------ | ------ | --------- | ------- | - | - | ---- | ---- |
| Fecha       | Encuestadora   | 27 Dic 2024 | IPSOS    | 37.2  | 20.4           | -     | 10.6      | 10.2   | -     | 3.1           | -         | 0.5  | -    | 3.5    | 4.4    | Indecisos | Ventaja | - | - | 10.1 | 16.8 |
| 26 Dic 2024 | Promocija Plus | 39.3        | 24.3     | -     | 10.0           | 8.1   | -         | 2.0    | -     | 0.6           | -         | 2.2  | 3.8  | -      | -      | 9.8       | 15.0    |   |   |      |      |
| 16 Dic 2024 | CroElecto      | 35.5        | 26.9     | -     | 12.3           | 6.9   | -         | 2.2    | -     | 0.3           | -         | 2.5  | 3.4  | -      | -      | 9.8       | 8.6     |   |   |      |      |
| 6 Dic 2024  | Promocija plus | 37.4        | 20.8     | -     | 10.4           | 9.2   | 1.6       | 0.9    | 0.6   | 0.2           | 0.1       | 1.3  | 3.7  | -      | -      | 12        | 16.6    |   |   |      |      |
| 2 Dic 2024  | CroElecto      | 35.7        | 26.5     | -     | 11.3           | 6.3   | -         | 2.1    | -     | -             | -         | 2.4  | 3.5  | -      | -      | 10.5      | 9.2     |   |   |      |      |
| 25 Nov 2024 | IPSOS          | 35.1        | 24.5     | -     | 8.0            | 6.8   | -         | -      | -     | -             | -         | -    | 3.9  | -      | -      | 13.4      | 10.6    |   |   |      |      |
| 21 Nov 2024 | Promocija plus | 36.8        | 22.0     | -     | 9.0            | 7.5   | 1.5       | 1.6    | 0.2   | 0.4           | 0.3       | 2.1  | 4.3  | -      | -      | 14.1      | 14.8    |   |   |      |      |
| 9 Nov 2024  | Croelectro     | 44.9        | 17.9     | -     | 18.1           | 8.9   | -         | -      | -     | -             | -         | 3,8  | 1,1  | -      | -      | 5,4       | 26.8    |   |   |      |      |
| 9 Nov 2024  | Promocija plus | 38.3        | 21.3     | -     | 10.0           | 7.6   | 1.1       | 0.9    | 1.3   | 0.6           | 0.6       | -    | 3.8  | -      | -      | 14.4      | 17.0    |   |   |      |      |
| 3 Nov 2024  | Croelecto      | 35.8        | 23.2     | -     | 10.3           | 7.2   | 1.9       | 2.8    | -     | -             | -         | 3.0  | 2.9  | -      | -      | -         | 13.5    |   |   |      |      |
| 25 Oct 2024 | IPSOS          | 37.0        | 25.8     | -     | 7.8            | 5.8   | 3.3       | -      | -     | -             | -         | -    | 3.0  | -      | -      | 14.4      | 11.2    |   |   |      |      |
| 21 Oct 2024 | Promocija plus | 36.5        | 23.9     | -     | 9.4            | 7.1   | 1.6       | 1.4    | 0.4   | -             | 0.4       | 3.1  | 2.9  | -      | -      | 12.1      | 12.6    |   |   |      |      |
| 30 Sep 2024 | Croelecto      | 42.5        | 25.4     | -     | 12.1           | 6.8   | -         | -      | -     | 3.5           | -         | -    | -    | -      | -      | 8.9       | 17.1    |   |   |      |      |
| 7 Sep 2024  | Promocija plus | 36.3        | 21.2     | -     | 8.2            | 4.8   | 1.2       | 1.3    | -     | -             | -         | -    | -    | 4.6    | 4.3    | 15.5      | 15.1    |   |   |      |      |
| 4 Ago 2024  | IPSOS          | 32.0        | 28.0     | -     | 20.0           | 9.0   | -         | -      | -     | -             | -         | -    | -    | -      | -      | 13.0      | 4.0     |   |   |      |      |
| 6 Jul 2024  | Promocija plus | 35.9        | 7.7      | 15.4  | 7.3            | 5.9   | 2.4       | -      | -     | -             | -         | -    | -    | 4.0    | 5.7    | 12.0      | 20.5    |   |   |      |      |

### Segunda vuelta
| Fecha       | Encuestadora   | Milanović   | Primorac | Indecisos | Ventaja |      |      |     |      |
| ----------- | -------------- | ----------- | -------- | --------- | ------- | ---- | ---- | --- | ---- |
| Fecha       | Encuestadora   | 27 Dic 2024 | IPSOS    | Indecisos | Ventaja | 57.7 | 29.5 | 7.8 | 28.2 |
| 26 Dic 2024 | Promocija plus | 54.4        | 34.1     | 6.9       | 20.3    |      |      |     |      |
| 6 Dic 2024  | Promocija plus | 54.9        | 28.9     | 16.2      | 26.0    |      |      |     |      |
| 25 Nov 2024 | IPSOS          | 53.5        | 30.3     | 10.0      | 23.2    |      |      |     |      |
| 21 Nov 2024 | Promocija plus | 52.0        | 33.1     | 7.7       | 18.9    |      |      |     |      |
| 9 Nov 2024  | Promocija plus | 53.9        | 30.2     | 8.0       | 23.7    |      |      |     |      |
| 25 Oct 2024 | IPSOS PULS     | 51.0        | 35.6     | 8.8       | 15.4    |      |      |     |      |
| 21 Sep 2024 | Promocija plus | 52.6        | 33.9     | 7.4       | 18.7    |      |      |     |      |
| 7 Sep 2024  | Promocija plus | 48.3        | 34.0     | 10.3      | 14.3    |      |      |     |      |
| 4 Ago 2024  | IPSOS          | 49.0        | 40.0     | 11.0      | 9.0     |      |      |     |      |

## Resultados
Zoran Milanovic rozó el triunfo en esta primera fase de los comicios con un 49,68% de los votos, quedándose a tan solo unas décimas de no precisar una segunda vuelta. Esta se celebró el 12 de enero de 2025 en la que ganó con el 74,66% de los votos, superando con claridad a Dragan Primorac, de la Unión Democrática Croata (HDZ), partido de gobierno, que obtuvo el 25,34% de los sufragios. El ascenso en el nivel de apoyos supone el máximo para cualquier candidato en la historia de la República de Croacia. De esta manera, el socialdemócrata supera el anterior tope, alcanzado por Stjepan Mesić en 2005 con un 65,93% de los votos en el ballotage. 

Milanovic ha pasado de tener en sus primeros cinco años de mandato posturas progresistas a enarbolar un mensaje nacionalista, crítico con la UE y hasta prorruso, sobre todo en lo relacionado con la invasión de Ucrania por parte de Rusia.